# Øster Vedsted
Øster Vedsted is een plaats in de Deense regio Zuid-Denemarken, gemeente Esbjerg, en telt 846 inwoners (2007).